# Loi de Brandolini
Pour les articles homonymes, voir Brandolini.
La loi dite de Brandolini ou le principe d'asymétrie des baratins est l’aphorisme selon lequel « la quantité d'énergie nécessaire pour réfuter des sottises […] est supérieure d'un ordre de grandeur à celle nécessaire pour les produire »,. Ainsi, s'il est facile de créer une fausse information — sur le fond et la forme — en quelques minutes, il faudra probablement plusieurs heures pour démonter chaque point et montrer la fausseté de l'ensemble.
Ce principe critique la technique de propagande qui consiste à diffuser de l'infox facilement et en masse, afin d'exploiter la crédulité d'un certain public en faisant appel à son système de pensée rapide, instinctif et émotionnel.

## Historique
Le principe est généralisé pour la première fois le 11 janvier 2013 par le programmeur italien Alberto Brandolini sous le titre Bullshit asymmetry principle,, puis rendu célèbre, après la publication sur Twitter d'une photo montrant une diapositive d'une présentation effectuée par Brandolini lors de la conférence XP2014 organisée par l'Agile Alliance, le 30 mai 2014.
Brandolini formule ce principe après avoir entendu une interview de l'homme politique italien Silvio Berlusconi, dans laquelle il formule de nombreuses affirmations fausses sans que le journaliste l'interrogeant ne le contredise, malgré le travail de nombreux journalistes qui vérifiaient ses propos en parallèle.
Ce principe n'est qu'une application moderne de celui énoncé en 1733 par l'écrivain écossais John Arbuthnot dans L'Art du mensonge politique disant que « Le mensonge vole, et la vérité ne le suit qu'en boîtant », maxime elle-même reprise depuis sous différentes formes par d'autres écrivains et penseurs. Ainsi Jean-Jacques Rousseau affirme-t-il en 1751, dans sa Réponse au roi de Pologne : « c’est une chose bien commode que la critique ; car où l’on attaque avec un mot, il faut des pages pour se défendre ».

## Intérêt
Il ressort de cet aphorisme que la désinformation a un avantage important sur la vérité, car rétablir la vérité est particulièrement coûteux en temps et en énergie.
Ce principe est l'une des raisons pour lesquelles il ne faut pas renverser la charge de la preuve,,. En science et en droit, notamment, la charge de la preuve revient toujours à celui qui affirme, sinon n'importe qui peut affirmer n'importe quoi sans la moindre preuve.

## Applications
Le phénomène est amplifié par le développement des réseaux sociaux. Il touche notamment la communauté scientifique qui n'a pas les moyens de combattre tous « les mensonges et les inexactitudes » diffusés sur le web mais devrait, selon le biologiste Phil Williamson, exploiter la puissance d'internet pour créer des systèmes de notation modérée s'appliquant à des sites web qui prétendent apporter des informations scientifiques.
La technique rhétorique dénoncée par la loi de Brandolini s'apparente au « millefeuille argumentatif » — parfois appelé « Gish gallop » aux États-Unis, une expression de l'anthropologue Eugenie Scott pour fustiger la rhétorique du créationniste Duane Gish,.

### Exemple durant la pandémie de Covid-19
Durant la pandémie de Covid-19, un journaliste montréalais donne l'exemple d'une vidéo réalisée par une personne sans aucune expertise médicale, contenant de nombreuses erreurs et qui a été vue plus de deux millions de fois. La vérification de chacune des affirmations a nécessité d'appeler des experts, de transcrire les interviews, puis de synthétiser le tout dans un article correctif : « Ce type a mis 15 minutes pour faire sa vidéo et j'ai mis trois jours pour la démonter. »
Rudy Reichstadt mentionne sur le site Conspiracy Watch « la loi de Brandolini illustrée par Christian Perronne » parce que « Perrone tient un discours hallucinant de complotisme, il parle de complot mondial, etc. » et une séquence d'une minute sur Sud Radio, où il prétend qu'il y a plus de fausses couches chez les femmes enceintes ayant reçu le vaccin contre la Covid-19 de Pfizer, a pris plus d'une heure et demie de recherche pour montrer que l'étude menée sur 42 000 personnes ne montre pas plus de fausses couches que dans le reste de la population.